# Chantal Laboureur
Chantal Laboureur (* 4. Januar 1990 in Friedrichshafen) ist eine ehemalige deutsche Beachvolleyball- und Volleyballspielerin. In der Jugend war sie Europa- und Weltmeisterin. Sie wurde Militär-Weltmeisterin, erreichte auf der World Tour Turniersiege und zahlreiche Top-Ten-Ergebnisse und war 2018 die Nummer eins der Weltrangliste. 2017, 2020 und 2021 gewann sie die deutsche Meisterschaft und 2018 wurde sie zur deutschen Beachvolleyballerin des Jahres gewählt.

## Karriere Halle
Laboureurs Mutter gründete beim TuS Immenstaad eine Volleyball-Abteilung für Chantals zwei Jahre älteren Bruder und Chantal Laboureur fing dort selbst als Siebenjährige an. Im Alter von zwölf Jahren wechselte sie zum Nachbarverein VfB Friedrichshafen. Als 15-Jährige ging sie zum Olympiastützpunkt Rhein-Neckar in Heidelberg und als 17-Jährige zum VC Olympia Berlin. Mit den VCO-Mannschaften spielte die Außenangreiferin in der zweiten und ersten Bundesliga. Mit der Jugend- bzw. der Juniorinnen-Nationalmannschaft nahm sie an Qualifikationen für internationale Turniere teil. 2009 wurde Laboureur nach dem Abitur Sportsoldatin und wechselte zum Bundesliga-Aufsteiger SC Potsdam.

## Karriere Beach

### 2004 bis 2012

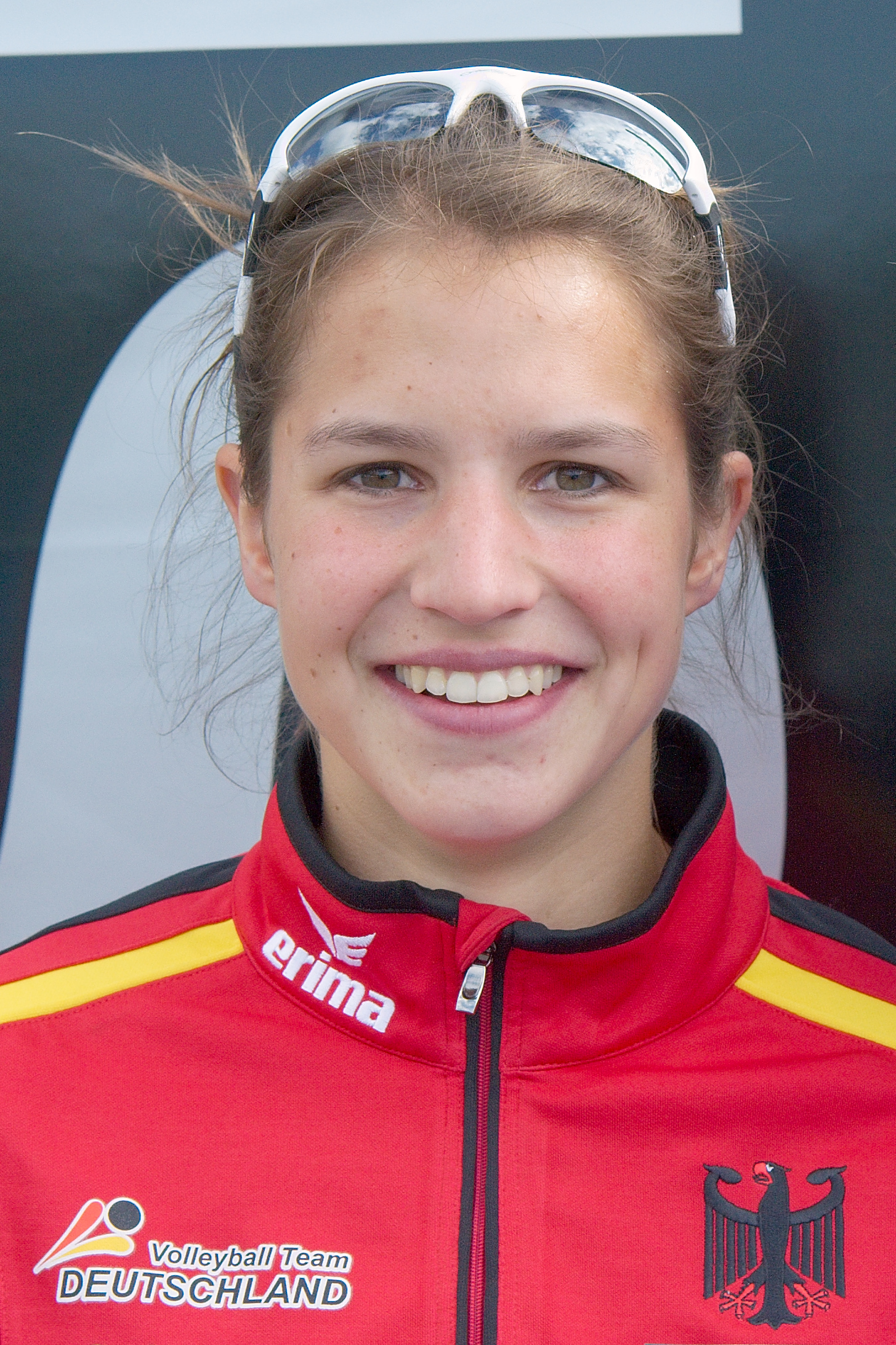
Laboureur bei der Smart Beach Tour 2012 in Münster

Laboureur wurde 2004 mit Janine Sauter C-Jugendmeisterin und Vizemeisterin in der B-Jugend des Landesverbandes Württemberg. 2007 verpasste sie wegen einer Verletzung am Sprunggelenk die Jugend-EM in der Halle und begann stattdessen eine Karriere im Sand. Sie bildete ein Duo mit Levke Spinger und wurde mit ihr in Brünn U18-Europameisterin und deutsche Vizemeisterin der U19. Außerdem gewann sie mit Bente Heublein die deutsche U19-Meisterschaft.
2008 spielte Laboureur mit Kira Walkenhorst erstmals auf der Smart Beach Tour und wurde Fünfte in Norderney. Laboureur/Spinger spielten drei Supercups auf der nationalen Tour. In Den Haag wurden sie mit einem Finalsieg gegen die Niederländerinnen Braakman/van Gestel U19-Weltmeisterinnen. 2009 erzielte Laboureur mit Katharina Schillerwein einige Top-Ten-Ergebnisse, unter anderem Vierter in Norderney, auf der nationalen Tour und erreichte den 13. Platz beim CEV-Masters in Blackpool. Eine Woche später wurde sie an gleicher Stelle mit Katharina Culav Neunte der U21-WM.
Zu Beginn der FIVB World Tour 2010 absolvierte sie mit Claudia Lehmann in Brasília ihr erstes Open-Turnier. Bei einigen weiteren FIVB-Turnieren unterlagen Laboureur/Lehmann in der Country Quota. Auf der nationalen Tour wurden sie u. a. Zweite in Münster. Bei der deutschen Meisterschaft in Timmendorfer Strand kamen sie auf den fünften Platz. Mit Victoria Bieneck wurde Laboureur Vierte der U21-WM in Alanya.
2011 bildete sie ein Duo mit Christine Aulenbrock, das national regelmäßig Top-Ten-Ergebnisse erzielte. Bei den Satellite-Turnieren der CEV in Baden und Geroskipou wurden sie Neunte und Siebte. Bei der deutschen Meisterschaft erreichten sie den neunten Rang. Kurz vorher wurde Laboureur mit Walkenhorst Dritte der U23-EM in Porto. 2012 erreichten Laboureur/Aulenbrock beim Challenger-Turnier in Seoul den dritten Platz. Bei den anderen internationalen Turnieren schieden sie jeweils früh aus. In Assen wurde Laboureur mit Walkenhorst im Finale gegen die Russinnen Abalakina/Tschaika U23-Europameisterin. Bei der deutschen Meisterschaft 2012 belegte sie mit Aulenbrock den fünften Platz. Mit Anni Schumacher erreichte sie bei der Studenten-WM in Maceió den dritten Platz. Zum Jahresende spielte sie mit Anika Krebs noch das FIVB-Turnier in Bang Saen.

### 2013 bis 2018
2013 bildete Laboureur ein neues Duo mit Julia Sude. Zum Jahresbeginn gewannen Laboureur/Sude drei nationale Turniere in Neuseeland. Sie wurden Dritte beim Satellite-Turnier in Montpellier und Fünfte beim Challenger-Turnier in Seoul. Bei der Universiade in Kasan gewannen sie die Bronzemedaille. Auf der FIVB World Tour 2013 erreichten sie 17. Plätze bei den Anapa Open sowie den Grand Slams in Berlin und Xiamen. National gewannen sie die Turniere in Mannheim und Sankt Peter-Ording. Bei der deutschen Meisterschaft blieb ihnen nach Niederlagen gegen Holtwick/Semmler und Borger/Büthe der vierte Platz. Anschließend siegten sie bei zwei „Zonal Events“ der CEV in Rottenburg und Montpellier. Im Dezember erreichten sie bei den Durban Open das Finale, das sie gegen die Chinesinnen Xia Xinyi und Xue Chen verloren.
Im Januar 2014 gewannen Laboureur/Sude das Satelliten-Turnier in Anapa. Auf der World Tour wurden sie Neunte in Fuzhou, Vierte in Puerto Vallarta und Fünfte der Anapa Open. Bei der EM in Quartu Sant’Elena kamen sie als Gruppenzweite in die erste K.-o.-Runde, in der sie gegen die Tschechinnen Bonnerová/Hermannová ausschieden. In Warendorf gewannen sie die Militär-Weltmeisterschaft. Die folgenden Turniere bestritt Laboureur mit wechselnden Partnerinnen, weil Sude vorübergehend mit Laura Ludwig spielte. Mit Anni Schumacher wurde sie Neunte bei den Grand Slams in Gstaad und Stare Jabłonki und mit Julia Großner in Den Haag und Schumacher in São Paulo kamen 25. Plätze bei Grand Slams hinzu. Mit Elena Kiesling wurde Laboureur auf der nationalen Tour Dritte in Sankt Peter-Ording und Dresden sowie Neunte bei der deutschen Meisterschaft 2014. Laboureur/Sude gewannen die CEV Masters in Biel/Bienne und Baku.
In die Saison 2015 starteten sie mit einem zweiten Platz in Fuzhou, wo sie das Finale gegen die Kanadierinnen Broder/Valjas verloren. Mit einem fünften Rang bei den Prag Open und diversen neunten Plätzen bei Open-Turnieren und Grand Slams etablierten sie sich auf der FIVB World Tour. Bei der WM in den Niederlanden unterlagen sie als Gruppensieger in der ersten K.-o.-Runde dem kasachischen Duo Maschkowa/Zymbalowa. Ebenfalls auf den 17. Platz kamen sie beim Major in Gstaad und dem Grand Slam in Yokohama. Bei der EM in Klagenfurt blieben sie in der Vorrunde ohne Satzverlust und gewannen das deutsche Achtelfinale gegen Holtwick/Semmler, bevor sie im Viertelfinale gegen die Russinnen Ukolowa/Birlowa ausschieden. Anschließend belegten sie unter anderem den neunten Platz beim Grand Slam in Long Beach und den fünften Platz beim Open-Turnier in Rio de Janeiro. Bei der deutschen Meisterschaft mussten sie sich Ludwig/Walkenhorst und Holtwick/Semmler jeweils im Tiebreak geschlagen geben und wurden Vierte. Nach dem 17. Platz bei den Xiamen Open wurden sie in Fort Lauderdale Neunte des World Tour Finals und beim Puerto Vallarta Open im Oktober.
Das gleiche Ergebnis gab es bei den ersten Open-Turnieren der World Tour 2016 in Maceió und Rio de Janeiro. Nach einem fünften Rang in Vitória und einem vierten Platz in Xiamen unterlagen sie in Fuzhou erst im Endspiel gegen das US-Duo Walsh/Ross. In Sotschi wurden sie Fünfte und in Antalya Neunte. Bei der EM in Biel/Bienne kamen sie als Gruppensieger bis ins Viertelfinale, das sie im Tiebreak gegen Ukolowa/Birlowa verloren. Nach einem siebten Platz beim Hamburg Major und einem neunten Rang beim Grand Slam in Olsztyn erreichten sie beim Poreč Major mit einem Sieg gegen Borger/Büthe das Endspiel, in dem sie die Kanadierinnen Pavan/Bansley bezwangen und ihren ersten Turniersieg auf der World Tour feierten. Bei den folgenden Major-Turnieren in Gstaad und Klagenfurt wurden sie Fünfte und Neunte. Obwohl sie in der Olympiarangliste der FIVB unter die besten Fünf kamen, verpassten sie wegen der Beschränkung auf zwei Teams pro Nation die Qualifikation für die Olympischen Spiele in Rio. Beim Grand Slam in Long Beach wurden sie Dritte. Anschließend gewannen sie das CEV-Masters in Jūrmala in einem deutschen Finale gegen Mersmann/Schneider. Bei der deutschen Meisterschaft unterlagen sie im Endspiel den Olympiasiegerinnen Ludwig/Walkenhorst. Beim World-Tour-Finale in Toronto erreichten sie den fünften Rang.

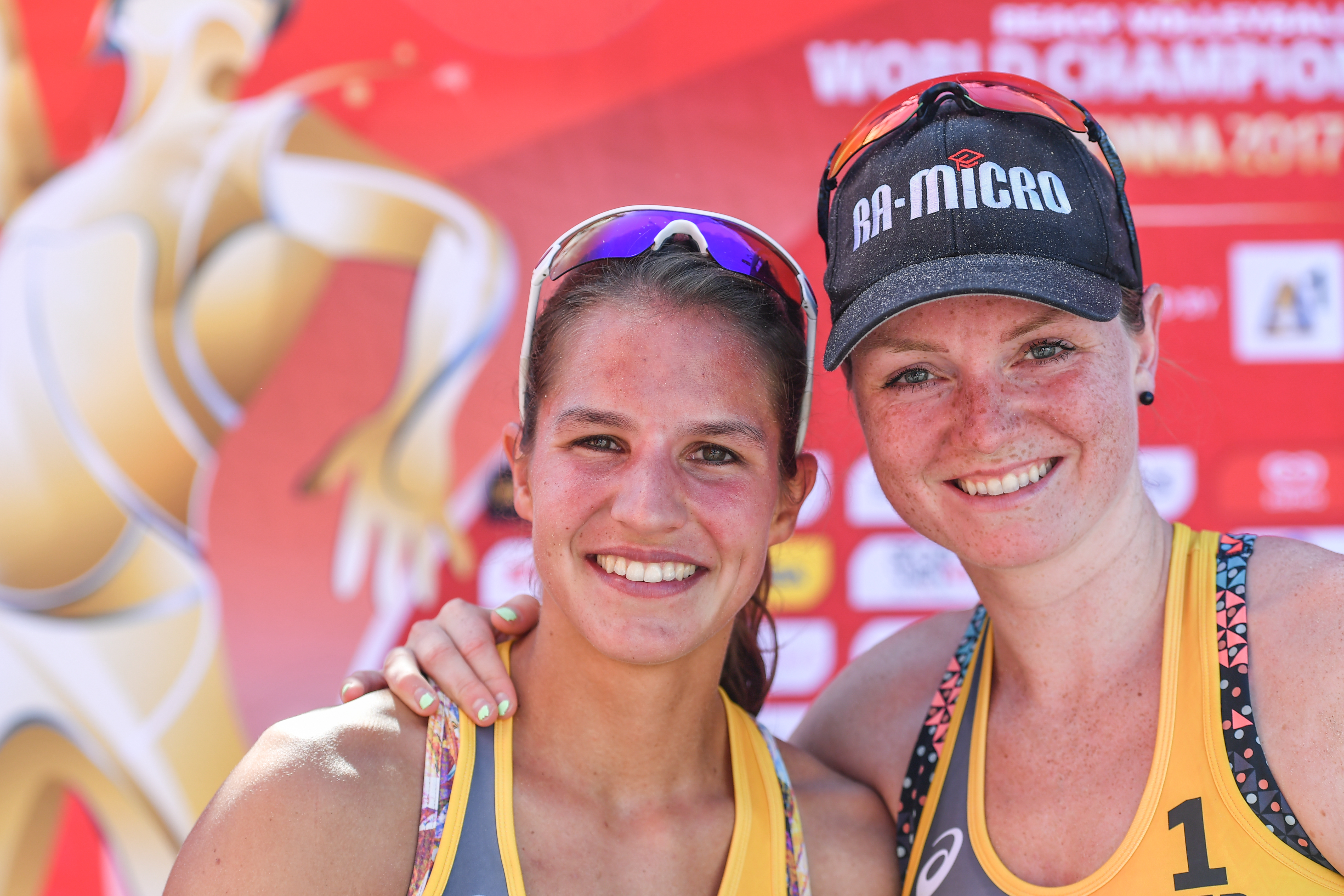
Laboureur/Sude bei der WM 2017 in Wien

Zum Auftakt der World Tour 2017 gewannen Laboureur/Sude das Spiel um den dritten Platz beim Fünf-Sterne-Turnier in Fort Lauderdale gegen Ross/Sweat. Im Mai folgten fünfte Plätze in Rio de Janeiro (vier Sterne) und Moskau (drei Sterne). Nach dem 17. Platz in Den Haag siegten Laboureur/Sude beim CEV-Masters in Baden im Endspiel gegen die Russinnen Birlowa/Makrogusowa. Beim Fünf-Sterne-Turnier in Porec wurden sie Neunte. Im Juli gewannen sie das ebenfalls mit fünf Sternen bewertete Turnier in Gstaad im Finale gegen die brasilianischen Weltranglisten-Ersten Larissa/Talita. Den Long Beach Presidents Cup in den Vereinigten Staaten und das Vier-Sterne-Turnier in Olsztyn beendeten sie jeweils auf dem fünften Rang. Vor dem Turnier in Polen erhielten sie vom DVV den Status als deutsches Nationalteam. Bei der WM in Wien erreichten sie nach fünf Siegen ohne Satzverlust das Viertelfinale, in dem sie mit 0:2 gegen die Kanadierinnen Humana-Paredes/Pavan verloren. Anschließend kamen sie bei der EM in Jūrmala ebenfalls ohne Satzverlust ins Halbfinale, das sie gegen die Tschechinnen Kolocová/Kvapilová verloren. Im Spiel um Bronze setzten sie sich gegen die Polinnen Kołosińska/Gruszczyńska durch. Beim FIVB-Saisonfinale in Hamburg belegten Laboureur/Sude den fünften Platz. National spielten sie das Auftaktturnier der Smart Beach Tour 2017 in Münster, wo sie das Finale gegen Ludwig/Walkenhorst verloren. Bei der deutschen Meisterschaft wurden Laboureur mit Sude durch einen 2:1-Finalsieg gegen Melanie Gernert und Tatjana Zautys erstmals deutsche Meisterin.
Die World Tour 2018 begannen Laboureur/Sude im Februar mit dem 17. Platz beim 5-Sterne-Turnier in Fort Lauderdale. Bei den folgenden Vier-Sterne-Turnieren steigerten sie sich über den fünften Platz in Xiamen auf den dritten Rang in Huntington Beach. Anschließend wurden sie Neunte in Itapema und Fünfte in Ostrava. In Warschau unterlagen sie erst im Endspiel gegen Bansley/Wilkerson und auch in Gstaad kamen sie ins Finale, das sie gegen Humana-Paredes/Pavan verloren. Zwischen diesen beiden Turnieren waren Laboureur/Sude zusammen mit den Kanadierinnen die Nummer eins der FIVB-Weltrangliste. Bei der EM in den Niederlanden schieden sie im Viertelfinale gegen die Spanierinnen Liliana/Baquerizo aus. Nach einem 17. Rang in Wien und einem vierten Platz in Moskau wurden sie beim World-Tour-Finale in Hamburg Fünfte. Anschließend wurde Laboureur zur deutschen Beachvolleyballerin des Jahres 2018 gewählt. Die deutsche Meisterschaft verpasste sie wegen Problemen mit der Oberschenkelmuskulatur.

### 2019 bis 2022
Im Januar 2019 trennte sich Sude überraschend von Laboureur, um mit Karla Borger zu spielen. Daraufhin fand Laboureur in Sandra Ittlinger eine neue Partnerin. Auf der World Tour 2019 spielten Ittlinger/Laboureur diverse Vier- und Fünf-Sterne-Turniere, kamen aber nur als Neunte in Itapema und Espinho (jeweils vier Sterne) in die Top Ten. Bei der WM in Hamburg erreichten sie als Gruppenzweite die erste K.-o.-Runde, in der sie gegen das US-Duo Sponcil/Claes ausschieden. Bei der EM in Moskau gewannen sie ihre Vorrundengruppe und mussten sich im Viertelfinale gegen die Lettinnen Graudiņa/Kravčenoka geschlagen geben. In Timmendorfer Strand unterlagen sie im Spiel um den dritten Platz der deutschen Meisterschaft gegen Behrens/Tillmann. Das World-Tour-Finale in Rom endete für sie mit einem 17. Platz. Obwohl sie nur drittbestes deutsches Team waren, nominierte der DVV Ittlinger/Laboureur für das Interkontinentale Olympische Qualifikationsturnier im chinesischen Haiyang, wo 16 Teams aus 16 Ländern um zwei Olympiaplätze für ihre jeweiligen Nationalverbände kämpfen konnten. Überraschend konnten sie bei diesem Turnier mehrere in der Weltrangliste weit vor ihnen platzierte Teams schlagen und tatsächlich eines der beiden Finalspiele um die Olympiatickets erreichen, wo sie aber knapp gegen die Spanierinnen Liliana/Elsa verloren.
Bei allen drei Top-Teams-Turnieren der Comdirect Beach Tour 2020 belegten Ittlinger/Laboureur den dritten Rang. Die deutsche Meisterschaft gewannen sie mit einem Finalsieg gegen Kozuch/Ludwig. Gegen dieselben Gegnerinnen schieden sie anschließend im Achtelfinale der EM in Jūrmala aus. Am Ende des Jahres trennte sich das Duo, weil Ittlinger keine Perspektive mehr sah.
Im März 2021 spielte Laboureur mit Sarah Schulz beim zweiten Turnier der German Beach Trophy in Düsseldorf und unterlag im Finale gegen Melanie Gernert und Anne Krohn. Auf der FIVB World Tour 2021 spielten Laboureur/Schulz zwei 2-Sterne-Turniere: In Rubavu (Ruanda) wurden sie Zweite, im tschechischen Brno belegten sie Platz fünf. Mit Interimspartnerin Cinja Tillmann erreichte Laboureur beim FIVB 4-Sterne-Turnier im mexikanischen Cancún Platz vier und bei der EM in Wien Platz fünf. Anschließend gewann sie mit Schulz das nationale „King of the Court“-Turnier in Hamburg. Bei der deutschen Meisterschaft 2021 in Timmendorfer Strand gewannen Laboureur und Schulz im Finale gegen Karla Borger und Julia Sude. Damit war Laboureur die erste Spielerin in der Geschichte der deutschen Beachvolleyball-Meisterschaften der Frauen, die ihren Vorjahrestitel mit einer neuen Partnerin verteidigen konnte. Ab Ende 2021 wurden Laboureur/Schulz vom polnischen Trainer Lukasz Fijalek betreut. Im Mai 2022 erreichten Laboureur/Schulz beim Challenge-Turnier der World Beach Pro Tour im katarischen Doha das Finale, in dem sie den Brasilianerinnen Bárbara/Carol unterlagen. Im Sommer 2022 gab es nach einem 17. Platz bei der WM in Rom und einem neunten Platz beim Elite16-Turnier in Hamburg bei der EM in München mit dem fünften Platz die beste Platzierung eines deutschen Teams bei diesem Wettkampf. Ende August gab Laboureur bekannt, ihre Karriere zum Jahresende beenden zu wollen. Im September mussten Laboureur/Schulz und zwei weitere Frauenteams die deutschen Meisterschaften in Timmendorfer Strand wegen einer Lebensmittelvergiftung vorzeitig aufgeben. Eine Woche später gewann Laboureur mit Karla Borger das „King of the Court“-Turnier in Utrecht. Im Oktober 2022 belegten Laboureur/Schulz bei ihrem letzten gemeinsamen World-Tour-Turnier auf den Malediven Platz 9. Danach trat Laboureur wie angekündigt vom aktiven Profisport zurück.

## Privates
Laboureur absolvierte an der Eberhard Karls Universität Tübingen ein Medizinstudium. 2021 heiratete Laboureur. Nach Abschluss ihrer Profikarriere im Oktober 2022 gingen die Eheleute Laboureur direkt vom letzten Turnierort, den Malediven, auf eine mehrmonatige Weltreise.

## Sonstiges
In der am 4. August 2018 ausgestrahlten ProSieben-Show Beginner gegen Gewinner traten Laboureur/Sude zu einem Beachvolleyball-Duell an. Dabei mussten sie als Handicap Schwimmflossen tragen, setzten sich aber trotzdem gegen zwei Studentinnen aus Leipzig durch.